# Els drets de les dones són drets humans

Primera dama dels Estats Units Hillary Rodham Clinton durant el seu discurs a Pequín, Xina.

Els drets de les dones són drets humans és una frase utilitzada pel moviment feminista. La frase va començar a ser utilitzada als anys 80 i a principis dels anys 90. La frase va esdevenir famosa el 5 de setembre de 1995 durant la Conferència Mundial de les Nacions Unides sobre Dones a Pequín, quan Hillary Rodham (més coneguda amb al nom de Hilary Clinton) donà un discursamb el qual va transmetre un missatge directe vinculant els drets de les dones amb els drets humans i concretament va utilitzar la frase de "Els drets de les dones són drets humans".

## Primers usos
La idea de " Els drets de les dones són drets humans" fou expressada abans però utilitzant un altre tipus d'expressió per les abolicionistes i protofeministes Sarah Moore Grimké i Angelina Grimké Weld a finals del 1830. Sara Moore Grimké autora de "Letters on the Equality of the Sexes" va escriure: " Per tant, no se res dels drets dels homes, o dels drets de les dones; només reconec esl dret humans". Una expressió similar fou utilitzada per la seva germana, Angelina Grimlé Weld, en el seu discurs i cartes personals. En una carta a una amiga seva, escriu "tot el que sigui moralment correcte fer per un home es moralment correcte fer-ho una dona". No reconec drets individuals sinó drets humans.
La frase "Els drets de les dones són drets humans" va ser utilitzada de manera intermitent durant els anys 80 i la primera meitat dels anys 90, abans del discurs de Clinton. Així fou, quan l'any 1984, el New York Times publicà que Marcella Maxwell, cap de la comissió dels Drets Humans de la ciutat de Nova York va utilitzar aquesta frase durant una entrevista. L'any 1985, va ser utilitzat una altra vegada per Cecilia Medina, una important jurista xilena durant una ponència sobre feminisme. El títol del seu projecte fou " Els drets de les dones són drets humans": Països llatinoamericans i l'Organització dels Estats d'Amèrica (OAS). Medina va escriure "Com a conseqüència lògica que els drets de les dones són drets humans, el concepte feminista, en teoria, és un moviment que vol aconseguir una societat democràtica, on els drets humans siguin gaudit plenament".
El polític canadenc Ed Broadbent, cap del Centre Internacional pels Drets Humans i Desenvolupament Democràtic, el gener del 1993 va utilitzar la frase en una entrevista amb Calgary Herald declarant, "Si creiem com a societat que els drets de les dones són drets humans, llavors és hora de parar la discriminacó contra les dones dins la política de refugiats." La frase va ser utilitzada per Laurel Fletcher durant l'any 1993 durant el simposi internacional sobre lleis nomenat "Violació dels drets humans contra les dones", una versió editada de la qual va ser publicada per Fletcher, Allyn Taylor i Joan Fitzpatrick l'any 1994. L'article 3 del Estatut de Malàïsia sobre Drets Humans comença amb la frase " Els drets de les dones com a drets humans"
Mentre preparava el seu discurs, Clinton, què en aquells temps tenia 47 anys, sabia que si llançava aquest missatge estaria desafiant tant la Xina com la seva pròpia administració interna. El Departament d'Estat dels Estats Units i l'Agència de Seguretat Nacional van intentar dissuadir-la d'aquesta idea donat que el seu discurs causaria irritació en els xinesos. Tot i que el president Bill Clinton estava alerta d'aquest discurs amb antelació, els seus assessors no, i Thomas McLarty, cap de gabinet de la Casa Blanca tenia la impressió que en aquest conferència no es diria res de nou o controvertit.
Activistes pels drets humans estaven preocupats que la mera presència de Clinton es considerés un signe conciliador per a un règim hostil, com era el xinès. En aquell moment, el govern xinès havia arrestat l'activista xinès-americà Harry Wu per documentar violacions de drets humans. El Departament d'Estat dels Estats Units no permetria que la senyora Clinton assistís a la conferència si el govern xinès no alliberava primer el Harry Wu, el qual finalment, va ser alliberat.
Alguns grups catòlics van denominar aquesta conferència com una manifestació "anti-familiar" mentre que els conservadors la van acusar d'incitar una "agenda feminista radical".
L'any 1995, la primera dama Hillary Rodham Clinton assistí a una sessió especial del Quart Congrés Mundial de les Nacions Unides sobre Dones a Pequín. En aquest discurs que es va pronunciar el 5 de setembre, s'hi exposaven diverses pràctiques abusives que patien les dones arreu del món i en concret a la Xina. En el seu discurs es va dirigir directament a certs governs, a organitzacions i a les dones. Va afirmar la seva convicció que els problemes que afronten les dones i les noies son sovint ignorats o "silenciats" i que queden sense resoldre.Part del discurs fou enfocat a parlar sobre les Morts per dot i la política Xinesa "sobre un únic fill".
Clinton va declarar "ja no és acceptable parlar dels drets de les dones separadament dels drets humans". Delegats i delegades de 180 països l'estaven escoltant:
| “ | "Si hi ha un missatge que ressona en aquesta sala, que sigui que els drets humans són drets de les dones i els drets de les dones son drets humans, d'una vegada per totes" | ” |

Després va afegir "fins que les discriminacions i les desigualtats segueixin d'una manera tan habitual arreu del món, sempre que les noies i les dones estiguin menys valorades, menys alimentades, siguin les últimes, estiguin sobre explotades, mal pagades, no escolaritzades, subjectes a violència fora i dins de la casa seva- l'oportunitat de crear una raça humana poderosa i prospera no esdevindrà Un seguit de delegades presents en la conferència l'aclamaven mentre parlava.
Xina va prohibir a la seva població assistir al congrés i el discurs es va censurar a la televisió i radio xinesa.
Aquest discurs va rebre l'atenció d'importants mitjans de comunicació en aquell temps. El locutor de les notícies de la NBC, Tom Brokaw va dir "A la seva manera, ha fet un impacte directe a la Xina," mentre que el corresponsal de la cadena Andrea Mitchell digué que participar en una activitat diplomàtica d'aquest tipus era "molt inusual" per una primera dama dels Estats Units. The New York Times digué que Clinton havia parlat "amb més força pels drets humans que cap dignatari nord-americà en terres xineses."

## Llegat
Aquest discurs és considerat una font d'inspiració pels drets de les dones. Concretament, aquest acte va esdevingué un moment clau en l'empoderament de la dona, i anys després dones arreu del món recitaven frases del discurs de Clinton.
Dins del Llistat dels 100 discursos més retòrics del Segle 20, el discurs de Clinton va rebre el número 35.
L'any 2011, Clinton prengué una posició similar en un discurs a les Nacions Unides sobre els drets de LGBT el Dia Internacional dels Drets Humans, declarant "els drets de gais són drets humans, i els drets humans són drets gais."
L'any 2013, després del pas de Clinton com a secretari d'Estat nord-americà, Clinton va voler avaluar com havien evolucionat els drets de les dones des de l'any 1995, any que havia donat el seu discurs. Finalment va concloure que per les noies hi havia hagut progrés en l'educació i que, tan per dones com noies s'havia pogut progressar en atenció sanitària. Tot i això, dones i noies arreu del món encara sofreixen per la manca de drets polítics i vulnerabilitats de seguretat.
En el vintè aniversari del discurs, l'any 2015, hi havien més objeccions sobre discurs. No a tothom li havia agradat aquest discurs, concretament l'advocat Bruce Fein va dir públicament: “va fer una declaració a Pequín poc profunda — les dones són éssers humans”.
El discurs i la frase esdevenien un punt important en la campanya presidencial de Clinton l'any 2016. Durant la seva campanya es van vendre samarretes amb la inscripció " els drets de les dones són drets humans" fent referència al seu discurs.
Jennifer Lopez llançà l'any 2016 un videoclip amb la cançó "Ain't Your Mama" on en l'inici del vídeo és podia escoltar una part del discurs de Clinton, concretament la famosa frase "Els drets de les dones són drets humans, i els drets humans son drets de les dones, d'una vegada per totes."
L'any 2017, durant el Dia Internacional de la dona, Madonna va publicar el curtmetratge Her Story que acaba amb el missatge " Els drets de les dones son drets humans."
Tal com va evidenciar el metge Leslie Regan en La Revista de Medicina Sexual, la frase també va quedar molt present en el discurs polític l'any 2010, especialment per temes controvertits com ara la salut sexual i els drets reproductius de les dones 